# Přečerpávací vodní elektrárna Štěchovice
Přečerpávací vodní elektrárna Štěchovice je vodní dílo na řece Vltavě. Pod označení Štěchovice II pracuje ve společném technologickém celku se středotlakou elektrárnou Štěchovice I. Byla vybudována v letech 1942–1947 jako v pořadí třetí velká přečerpávací elektrárna v Československu.

## Historie
Strmé a úzké údolí řeky Vltavy na 84,3 říčním kilometru se v projektech na energetické využití vodní síly objevuje již od roku 1911. Hlavním důvodem bylo splavnění Svatojánských proudů v kombinaci s energetickým využitím přirozeného průtoku řeky. Proto zde již v roce 1937 začala stavba průtočné elektrárny. Místo však poskytovalo mimořádné disposiční poměry pro vybudování přečerpávací elektrárny. Úspěšné zprovoznění přečerpávací elektrárny na Černém jezeře na Šumavě v roce 1930 a přečerpávací elektrárny Pastviny na Divoké Orlici v roce 1938 bylo popudem pro stavbu elektrárny na Vltavě, a to se společnou strojovnou s právě budovanou průtočnou elektrárnou. Vrch se širokým a plochým temenem, nacházející se v těsné blízkosti právě budovaného vodního díla nabízel natolik atraktivní podmínky, že stavba přečerpávacího systému byla zahájena v době války, kdy většina pracovních sil byla použita pro válečnou výrobu. V lednu 1942 zadaly Ústřední elektrárny a.s. provedení prací konsorciu Ing. J. Domanský-Kress. Dodávkou strojního a elektrického zařízení byly pověřeny Českomoravské strojírny, Škodovy závody a Vítkovické železárny.
Na vrchu Homoli bylo vytěženo 190 000 m3 měkkého výkopu a 348 000 m3 výlomu ve skále, zbudována přehradní hráz s přelivem a betonové stěny nádrže.
Elektrárna byla uvedena do provozu v roce 1947. V této době byly reverzní turbíny teprve ve fázi zkoušek prototypů. Ve Štěchovicích bylo proto využito klasické „třístrojové“ uspořádání – generátor, turbína a čerpadlo na jedné hřídeli. Čerpání vody do nádrže zajišťovala dvě čerpadla o celkovém výtlačném průtoku 14 m3/s při spotřebě 35,4 MW. Výkon elektrárny 40 MW poskytovaly dvě Francisovy turbíny o hltnostech 2 x 12,5 m3/s. Při uvedení do provozu patřila elektrárna ve své kategorii mezi největší na světě.
Roční spotřeba elektrické energie pro čerpání byla v rozmezí 55–75 milionů kWh. Roční výroba se pohybovala mezi 30 až 40 miliony kWh.
Až do roku 1976 byla nejvýkonnější přečerpávací elektrárnou v Československu a byla velmi intenzivně využívána. S uvedením do provozu přečerpávací elektrárny Dalešice kleslo využití Štěchovické přečerpávací elektrárny na nulu. Nemohla konkurovat výkonem ani účinností. V roce 1991 byla odstavena k rekonstrukci. Ta spočívala ve výstavbě nové strojovny (40 m hluboká šachta na nádvoří objektu) osazené jedinou reverzní Francisovu turbínu. Potrubí bylo v dolní části spojeno a napřímeno, ve svém zlomu u horní nádrže osazeno vyrovnávací komorou. Horní vtokový objekt byl vybaven novou technologií. Jinak bylo původní potrubí v celé délce zachováno. Rovněž horní akumulační nádrž prošla jen drobnými stavebními úpravami.

## Popis

### Akumulační nádrž
Akumulačním zdrojem systému je nádrž pětiúhelníkového tvaru o ploše zhruba 5 ha, hloubce 10 m a objemu 500 000 m3. Nádrž byla vybudována na plochém temeni kopce Homole vyhloubením v zemině a skále a přehrazením terénních nerovností. Výška betonových zdí se pohybuje v rozmezí 12–16 m. Dno nádrže je jílovité a zajišťuje minimální propustnost. Součástí nádrže je betonový přeliv pro havarijní případ přečerpání nádrže. Za celou dobu provozu došlo k této situaci dvakrát. Hladina nádrže navazuje na vyrovnávací komoru, která v podobě otevřeného válce o výšce 35 m slouží k vyrovnávání rázů, které vznikají při změně režimu.
Rozsah výšky pracovní hladiny se pohybuje v rozmezí 410 až 419 m n. m. Průměrný pracovní spád je 214 m.
Na akumulační nádrži byla v roce 2022 instalována první plovoucí fotovoltaická elektrárna v ČR o výkonu 87 kWp.

### Potrubní cesta
Při zachování potřebného minimálního objemu v nádrži vstupuje voda do strojovny vtokového objektu, kde jsou klapkové uzávěry profilu potrubí.

Spojení s elektrárnou zajišťuje dvojité potrubí o průměru 1,7– 2 m o délce 590 m, zajišťující převýšení až 219,5 m. Podél potrubního vedení vede lanovka pro zaměstnance a je překlenuto lávkou pro chodce, která je součástí Naučné stezky Svatojánské proudy. Před vstupem do strojovny jsou potrubí původního přivaděče spojena tzv. kalhotovým kusem. 

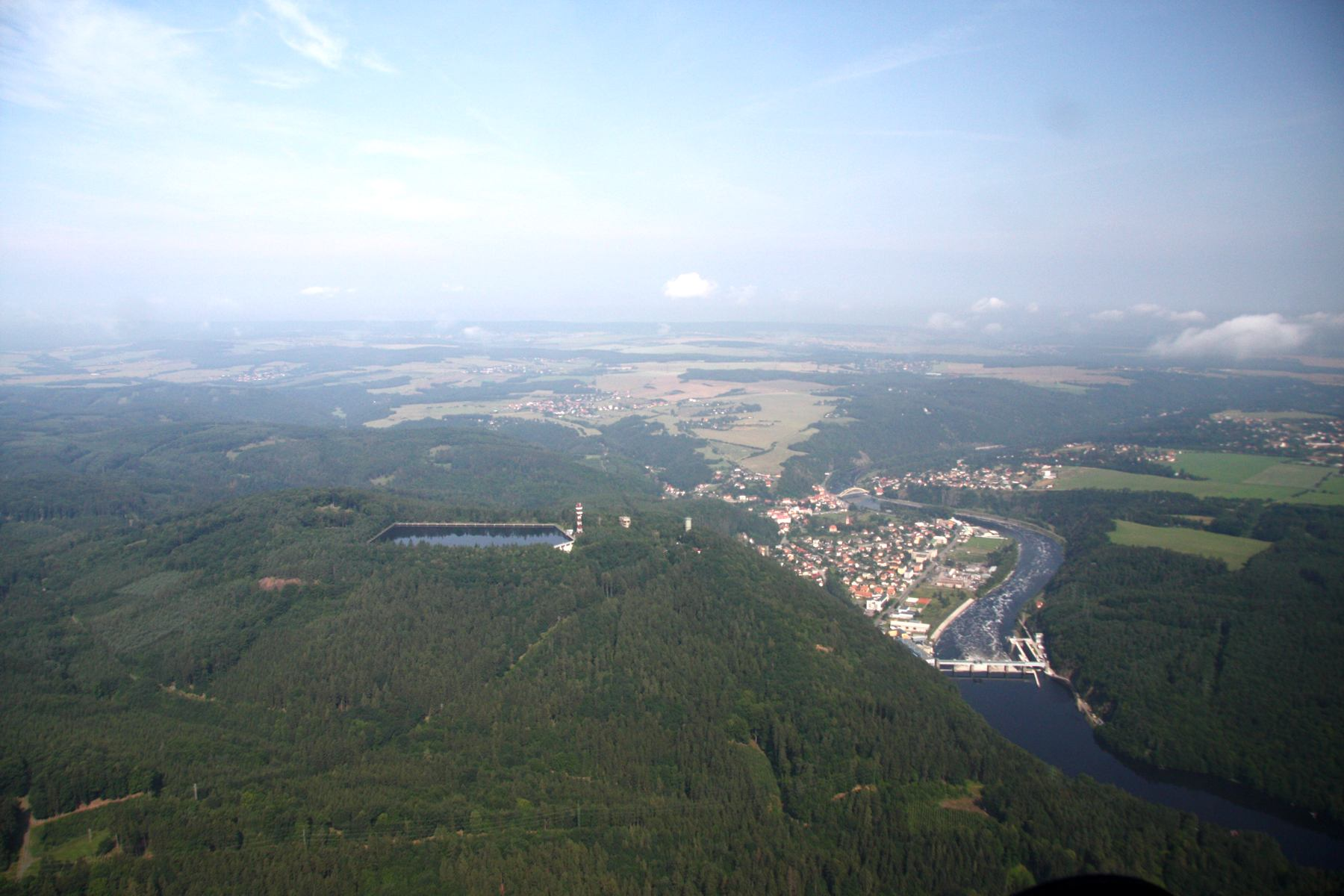
Letecký pohled na sever
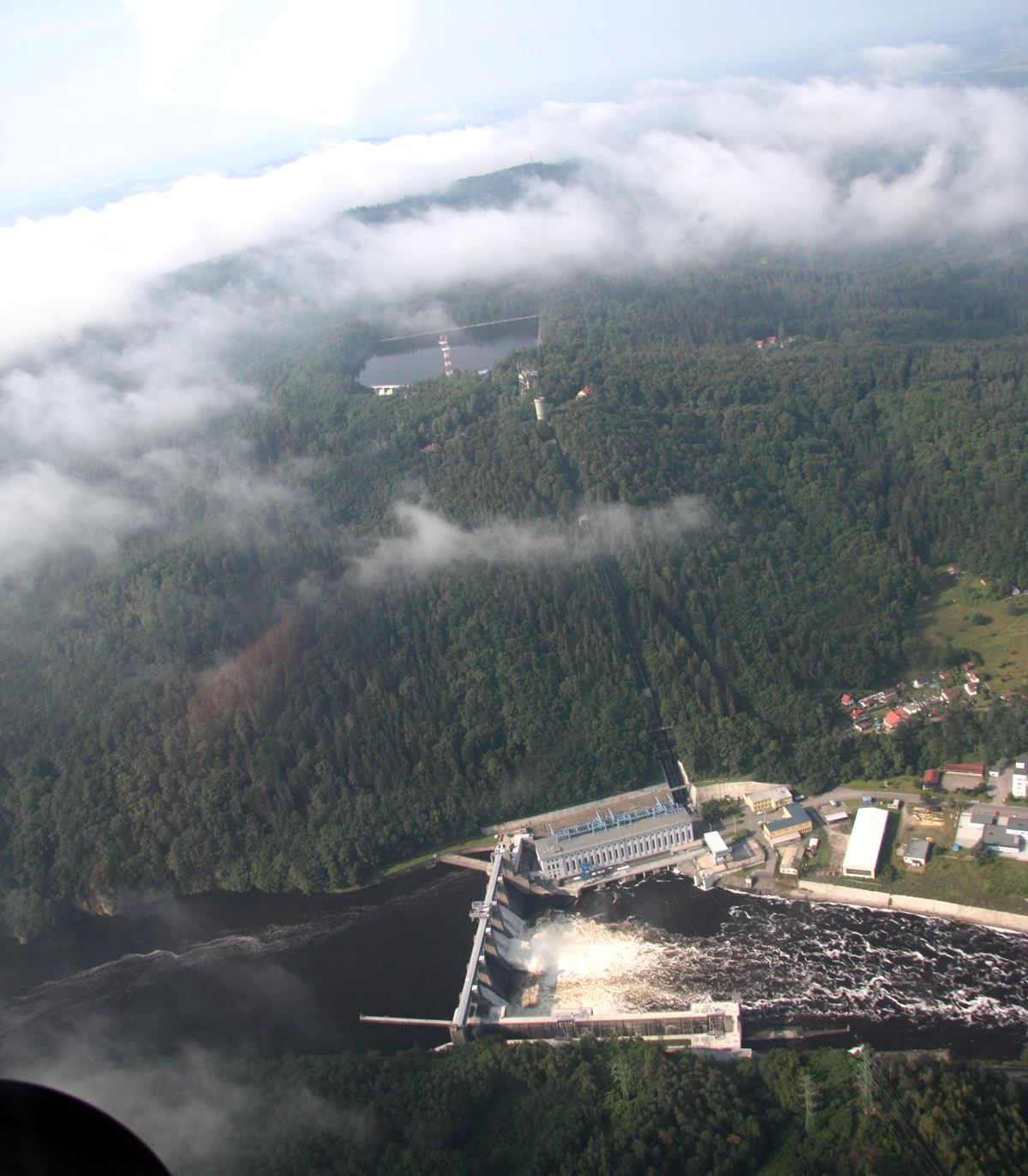
Letecký pohled na západ
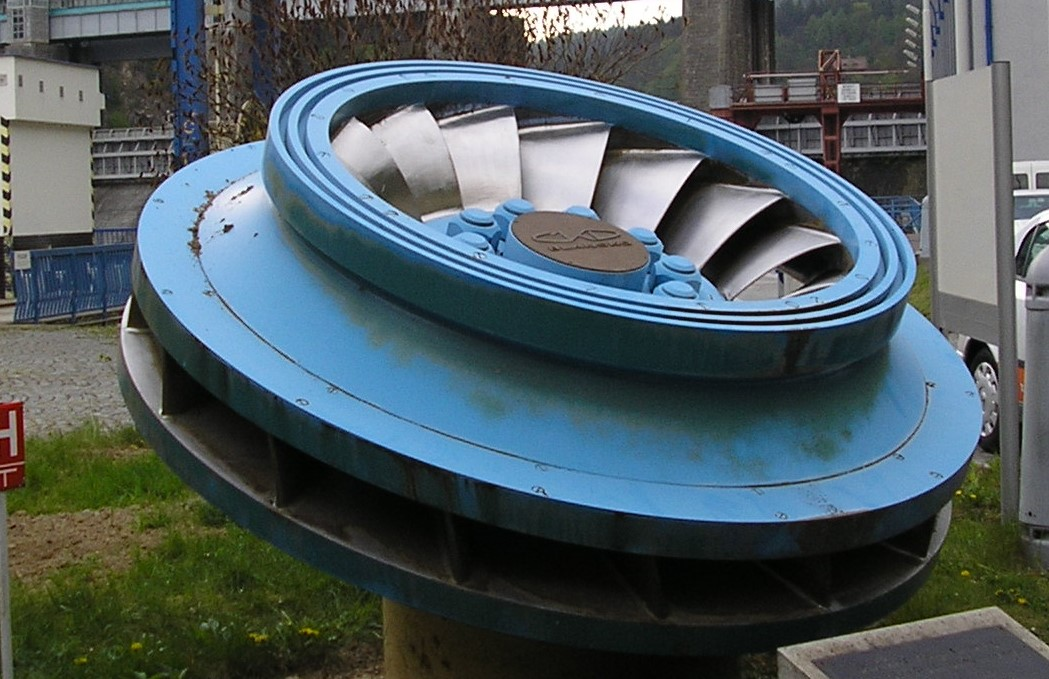
Původní turbína z roku 1947
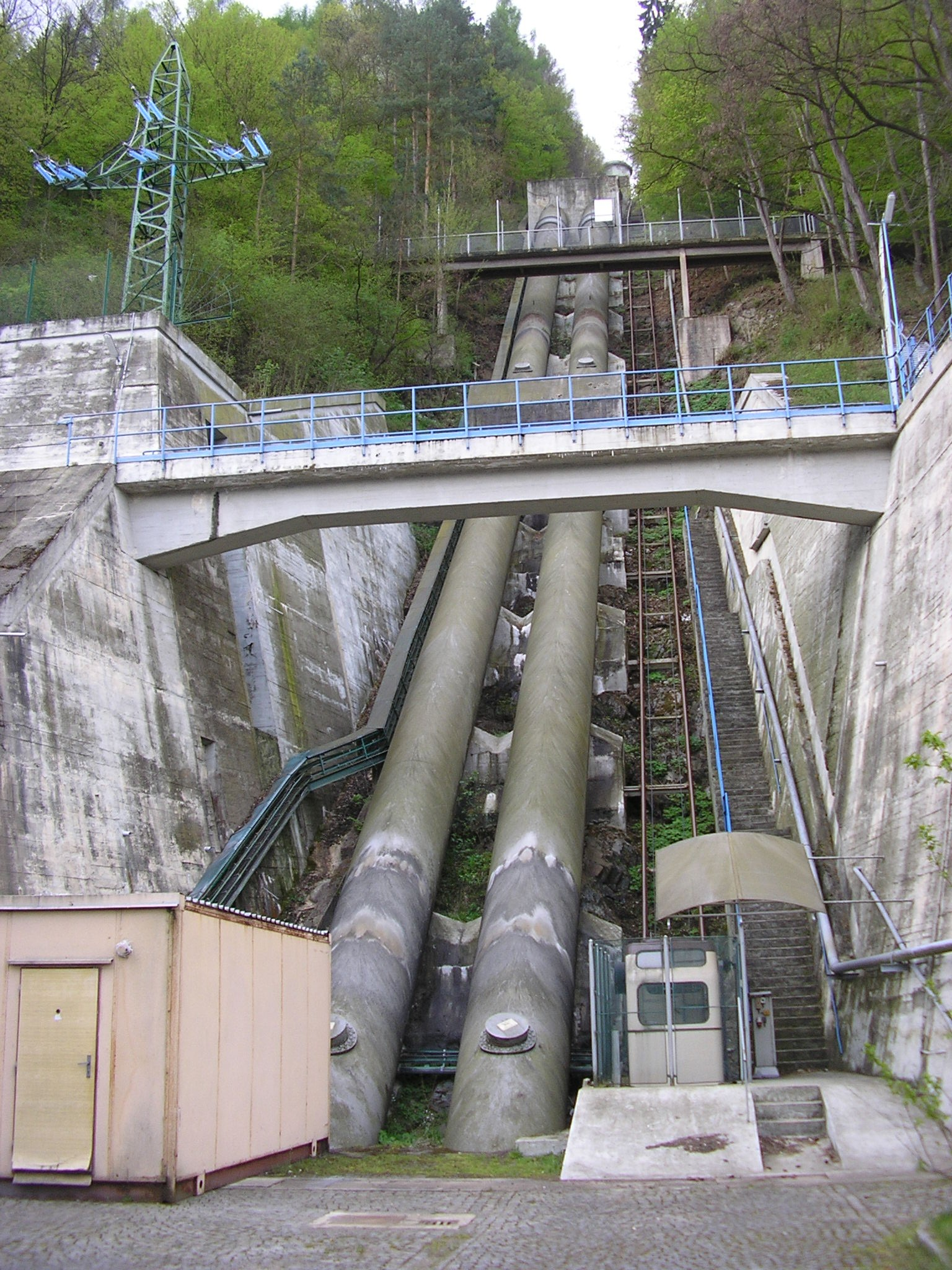
Potrubí s lanovkou pro zaměstnance
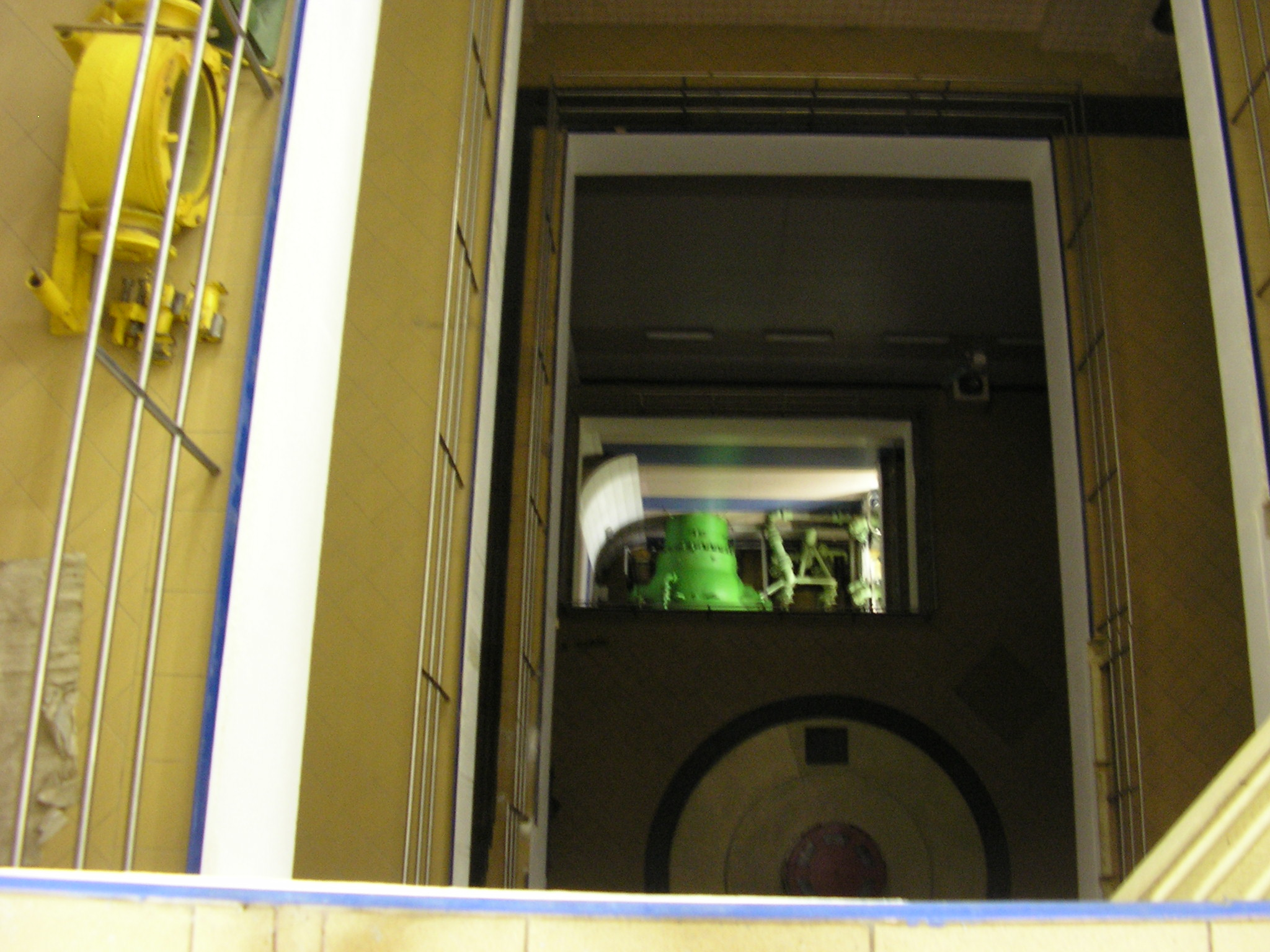
Pohled do hlubin strojovny

### Strojovna
|                       | do nečinnosti | do turbínového provozu | do čerpacího provozu |
| --------------------- | ------------- | ---------------------- | -------------------- |
| z nečinnosti          | –             | 100 s                  | 250 s                |
| z turbínového provozu | 200 s         | –                      | 350 s                |
| z čerpacího provozu   | 100 s         | 100 s                  | –                    |

V přibližně 40 m hluboké strojovně je umístěno soustrojí sestávající z reverzní Francisovy turbíny a motorgenerátoru pro čerpání vody a výrobu elektrické energie. Reverzní Francisova turbína o průměru 2 200 mm a hltnosti 24 m3/s poskytuje maximální výkon 50 000 kW. Motorgenerátor při jmenovitém napětí 13,8 kV poskytuje činný výkon 45 050 kW. V čerpacím provozu soustrojí zajišťuje při příkonu 48 500 kW čerpací průtok 21,1 m3/s. Účinnost malého přečerpávacího cyklu je 75 %. Požadavky na plný výkon je systém z nečinnosti schopen splnit za 100 sekund.

## Provoz
Do roku 1991 přečerpávací elektrárna vyrobila 1 650 000 MWh většinou špičkové energie. Projektovaná roční výroba po rekonstrukci je 62,33 GWh.
Soustrojí přečerpávací i středotlaké elektrárny byla vážně poškozena během povodní v roce 2002. Po generálních opravách byly postupně uvedeny do provozu v letech 2004 a 2005.
V historii české vodní energetiky sehrála elektrárna Štěchovice II průkopnickou roli a zkušenosti z jejího provozu poskytovaly základní materiál pro projekty dalších velkých přečerpávacích elektráren.